# الجنة (رواية)
الجنة رواية خيال تاريخي للكاتب البريطاني-التنزاني المولود في زنجبار عبد الرزاق قرنح. الفائز بجائزة نوبل في الأدب سنة 2021، تم ترشيح الرواية لجائزة بوكر وجائزة ويت بريد للخيال.

## الحبكة
تتبع الرواية قصة يوسف، وهو صبي ولد في بلدة كاوا الخيالية في تنزانيا في مطلع القرن العشرين. والد يوسف صاحب فندق ومدين لتاجر عربي ثري وقوي يدعى عزيز. في وقت مبكر من القصة، تم رهن يوسف مقابل ديون والده المستحقة لعزيز ويجب أن يعمل كخادم غير مدفوع الأجر للتاجر. ينضم يوسف إلى قافلة عزيز أثناء سفرهم إلى أجزاء من وسط إفريقيا وحوض الكونغو التي لم يتم الإتجار معها منذ أجيال عديدة. هناك، تواجه قافلة عزيز من قبل عداء القبائل المحلية والحيوانات البرية والتضاريس الصعبة. مع عودة القافلة إلى شرق إفريقيا، بدأت الحرب العالمية الأولى، وواجه عزيز الجيش الألماني أثناء اجتياح تنزانيا، وتم تجنّيد الرجال الأفارقة قسراً كجنود.

## النسب الأدبي

### قلب الظلام
يدعي الباحث الأدبي الأفريقي جو جاكوبس أن قرنح أعاد الكتابة إلى رواية جوزيف كونراد عام 1902 قلب الظلام. في رحلة عزيز الشرقية إلى الكونغو، يقول جاكوبس إن قرنح يتحدى الصور الغربية السائدة للكونغو في مطلع القرن العشرين والتي لا تزال تسود الخيال الشعبي.: 81 رفض جيمس هوداب هذا التفسير صراحةً،: 89  واصفًا نهج جاكوبس بـ "المركزية الأوروبية" ومشيرًا إلى أنه "يتجاهل التأثيرات غير الأوروبية تقريبًا بالكامل".: 106 

### النثر السواحلي المبكر
في مشهد واحد،: 104–105  يخدم يوسف مجموعة من الزوار ويستمع إلى قصصهم في المساء. يروي أحد الزوار للجمهور المندهش أن عمه سافر إلى سانت بطرسبرغ في "بلد الروس"، حيث "كانت الشمس تشرق حتى منتصف الليل" وحيث كان الناس "غير متحضرين". هذا "يشير بوضوح" إلى مذكرات السفر المتأخرة لسليم بن أباكاري في أواخر القرن التاسع عشر بعنوان سفري إلى روسيا وسيبيريا، التي كُتبت في أواخر القرن التاسع عشر.: 90

## التقييم والنقد
الكتاب لقي تقييما حسنا عند النشر. كتبت أنيتا ماسون في صحيفة الإندبندنت ووصفت الرواية بأنها:
«متعددة الطبقات، عنيفة، جميلة وغريبة. تمزج بين عناصر مختلفة — مثل الأسطورة، والحكايات الشعبية، والمفاهيم التوراتية والقرآنية، مع نفحة قوية من كونراد — دون أن تفقد جوهرها. ومن أبرز إنجازاتها الاقتصاد والمسافة الدقيقة التي يتخذها السرد لاستحضار شرور الاستعمار. هناك بعض المقاطع المتعثرة في النص، كأن حاسة الكاتب السردية قد خانته فجأة، وتزداد هذه الهفوات إثارة للدهشة بسبب الانضباط الذي يسود هذا الكتاب الشعري والحيوي، الذي يتناول أفريقيا وقوة المجهول التي تخيم عليها».
في عام 2022، تم إدراج رواية الجنة في قائمة "القراءة الكبرى للاحتفال باليوبيل" التي تضم 70 كتابًا لمؤلفين من دول الكومنولث، وقد تم اختيار هذه الكتب للاحتفال بـاليوبيل البلاتيني للملكة إليزابيث الثانية.

## تاريخ النشر
- 1994، المملكة المتحدة، هاميش هاملتون، غلاف مقوى
- 2004، المملكة المتحدة، دار بلومزبري، غلاف عادي